# Емма Тахмизян
Емма Тахмизян (13 грудня 1957) — болгарська піаністка вірменського походження.
Народилась в Пловдиві. 1977 збодула перемогу на конкурсі імені ім. Шумана, 1982 — на конкурс імені Чайковського, 1984 — на конкурсі в Лідсі, а 1985 — конкурсі Вана Кліберна (1985).